# Кандіс Дідьє
Канді́с Дідьє́ (фр. Candice Didier; нар. 15 січня 1988, Страсбур, Франція) — французька фігуристка, що виступає у жіночому одиночному фігурному катанні. Триразова чемпіонка національної першості Франції з фігурного катання (2003, 2004 і 2009 роки), триразова учасниця Чемпіонатів Європи (найвище досягнення — 13-е місце у 2009 році) і Чемпіонатів світу з фігурного катання (у тому ж 2009 показала найвище для неї 22-е місце), інших міжнародних змагань з фігурного катання.

## Спортивні досягнення
| Змагання / Сезони                                  | 2002/2003 | 2003/2004 | 2004/2005 | 2005/2006 | 2006/2007 | 2007/2008 | 2008/2009 |
| -------------------------------------------------- | --------- | --------- | --------- | --------- | --------- | --------- | --------- |
| Чемпіонати світу з фігурного катання               |           |           | 23        |           |           | 38        | 22        |
| Чемпіонати Європи з фігурного катання              |           | 25        | 21        |           |           |           | 13        |
| Чемпіонати світу з фігурного катання серед юніорів | 14        |           |           |           |           |           |           |
| Чемпіонати Франції з фігурного катання             | 1         | 1         |           | 5         | 2         | 4         | 1         |
| Етапи Гран-Прі: «Trophee Eric Bompard»             |           | 10        |           |           | 11        |           | 4         |
| Етапи Гран-Прі: «Skate Canada International»       |           | 11        |           |           |           |           |           |
| Турніри «Coupe de Nice»                            |           |           |           |           |           | 8         |           |
| Меморіали Карла Шефера                             |           |           |           | 19        |           |           |           |
| Етапи юніорського Гран-Прі, Франція                | 11        |           |           |           |           |           |           |
| Етапи юніорського Гран-Прі, Китай                  | 10        |           |           |           |           |           |           |